# Fred Stone
Fred Andrew Stone (ur. 19 sierpnia 1873 w Longmont, zm. 6 marca 1959 w Los Angeles) – amerykański aktor filmowy i teatralny.

## Wybrana filmografia
- 1919: Under the Top jako Jimmie Jones
- 1935: Mam 19 lat jako Virgil Adams
- 1937: Life Begins in College jako trener Tim O’Hara
- 1940: Człowiek z Zachodu jako Caliphet Mathews

## Wyróżnienia
Posiada swoją gwiazdę na Hollywoodzkiej Alei Gwiazd.